# Liv Warfield
Olivia (Liv) Warfield (Peoria (Illinois), 10 juli 1979) is een Amerikaanse R&B-zangeres.

## Jeugd
Warfield komt uit een streng religieus gezin waarin muziek geen plaats had. Haar vader was dean in de kerk van de pinkstergemeente, waar ze wel met gospelmuziek in aanraking kwam. Liv bleek al op vroege leeftijd een begaafd atlete te zijn. Ze was een goed sprintster en gymnaste. Haar tijden op de 100 en 200 meter sprint, op de Peoria Notre Dame school, in 1996, zijn 12 jaar later nog de snelste. Ze kreeg een Track and Field atletiekbeurs, waarvoor ze naar de Portland State Universiteit in Portland (Oregon) verhuisde. Daar begon ze in haar vrije tijd karaoke te zingen.

## Muzikale carrière
Haar eerste optredens als zangeres waren in 2002 in Portland, in de hip-hopgroep Money 'n Lovin. Hierna trad ze op in een soul/jazz-groep met toetsenist Joey Porter. Een jaar later startte ze met haar eigen groep Liv & The Warfield Project. Ook dan zingt ze voornamelijk soulmuziek en jazz. Haar eerste album, Embrace Me heeft ze uitgebracht bij B&M Records in 2006. In tegenstelling tot vele R&B-artiesten, maakt ze niet veel gebruik van muziekprogrammering of Auto-Tune. De cd bevat soulmuziek met funk- en sterke jazzinvloeden.

## Familie
Liv Warfield is familie van de Amerikaanse komiek Richard Pryor.

## Discografie

### Album
- 2006 Embrace Me

Tracks:
- 1. ABC's featuring Bernard Pretty Purdie
- 2. Embrace Me
- 3. Sophisticated Sista
- 4. I Decided
- 5. Groove DJ
- 6. Waiting
- 7. Work For Me
- 8. Get Away
- 9. Feeling Lonely
- 10. Time
- 11. Brotha Man-Live